# Buckhorn (Carolina del Norte)
Buckhorn (o Cheeks Crossroads) es un área no incorporada ubicada del condado de Orange en el estado estadounidense de Carolina del Norte.